# Leopold Wiesner
Leopold Wiesner (* 25. Dezember 1876 in Lauenburg/Elbe; † 7. Mai 1945 in Velden am Wörther See) war ein deutscher Verwaltungsjurist, preußischer Regierungsbeamter und Manager in der privaten Wirtschaft.

## Leben
Leopold Wiesner studierte Rechtswissenschaften an der Ruprecht-Karls-Universität Heidelberg. 1896 wurde er Mitglied des Corps Guestphalia Heidelberg. Nach Abschluss des Studiums mit dem ersten Staatsexamen und Promotion zum Dr. jur. begann der den Vorbereitungsdienst. Er war als Regierungsreferendar bei der Bezirksregierung Koblenz tätig, bestand 1905 das zweite Staatsexamen und wurde zum Regierungsassessor ernannt. Er arbeitete im preußischen Ministerium der öffentlichen Arbeiten in Berlin. Von 1911 bis 1919 war er Landrat des Kreises Preußisch Stargard.
Zur erweiterten Unternehmerfamilie Haniel gehörig, nahm er in der Folgezeit Aufsichts- und Kontrollfunktionen in den zum Familienkonzern gehörenden Unternehmen wahr. Er war z. B. Aufsichtsratsmitglied der Gutehoffnungshütte.